# Twinkl
Twinkl е британско международно онлайн образователно издателство, основано през 2010 г. и със седалище в Шефилд, Англия, което произвежда учебни и образователни материали.  Twinkl е основана от Джонатан Сийтън   и Сузи Сийтън. Те също така правят ресурси, базирани на филми.
През 2018 г. международните му продажби са £2 600 000. 

## Продукти
Twinkl създава дигитални учебни материали за преподаватели по целия свят.  Това включва материали за начални училища,  средни училища, родители   домашни възпитатели,  детегледачи, английски като втори език, специални образователни потребности и увреждания, образование за възрастни  и международни пазари. 

## Местоположение
Компанията се премества в сегашното си седалище в Шефилд, Англия през 2014 г. Към 2020 г. компанията има над 710 служители в 15 локации по света. През 2017 г. тя отваря втори офис  в Уулонгонг, Австралия.  

## Признание и постижения
През април 2018 г. Twinkl получи The Queen's Award for Enterprise  за работата на компанията в международната търговия. Twinkl беше отличен с втора награда на кралицата за предприемачество през 2020 г. за иновации.  
Джонатан Ситън, съосновател и главен изпълнителен директор на Twinkl, беше награден с член на Ордена на Британската империя (MBE) за услугите на Twinkl за технологиите и образованието по време на пандемията от коронавирус през 2020 г. 

## По време на коронавирусната епидемия
Twinkl предложи всичките си ресурси безплатно на родители, учители и полагащи грижи по целия свят за един месец по време на затварянето на училищата заради коронавируса. 
Фирмата си партнира с BBC Bitesize, за да предостави образователни материали в подкрепа на домашното обучение.  Той си партнира с BBC Children in Need, за да предложи набор от безплатни ресурси, подкрепяйки деца и училища да набират средства за благотворителност.  През юни 2020 г. фирмата си партнира с BBC Studios, за да създаде набор от образователни ресурси за Doctor Who за деца от началното училище.  Twinkl си сътрудничи с Шампионската лига на УЕФА и техния партньор Santander, за да пусне The Numbers Game Champions Challenge Cards, достъпни безплатно на уебсайта на Twinkl. 

## TwinklHive
През 2019 г. Twinkl стартира акселератор за стартиращи компании, TwinklHive  базиран в Шефилд, Обединеното кралство. TwinklHive стартира програма за младо предприемачество  през 2020 г., като предлага инвестиции и менторство на млади хора, които искат да развиват дигитален бизнес.
Natterhub, социална медийна платформа и рамка, създадена за учители за споделяне с ученици, е част от TwinklHive.  Основана от Манджит Сарин и Каролина Аламс,  платформата, насочена към учебната програма, е насочена към ученици на възраст от 5 до 11 години в Обединеното кралство.
Друга известна компания, получаваща инвестиции от TwinklHive, е Learning Ladders  – софтуер за планиране на учебни програми, портфолио, оценяване, проследяване на напредъка, дистанционно обучение и семейна ангажираност.
Champion Health, платформа за цифрово благополучие, получи инвестиция от TwinklHive  през 2020 г.